# Jubelina rosea
Jubelina rosea är en tvåhjärtbladig växtart som först beskrevs av Friedrich Anton Wilhelm Miquel, och fick sitt nu gällande namn av Franz Josef Niedenzu. Jubelina rosea ingår i släktet Jubelina och familjen Malpighiaceae. Inga underarter finns listade i Catalogue of Life.